# Права ЛГБТ в Джибути
Лесбиянки, геи, бисексуалы и трансгендеры (ЛГБТ) в Джибути сталкиваются с юридическими проблемами, которые не испытывают остальные жители этой страны. Представители ЛГБТ сообщества страны сталкиваются со стигматизацией среди широких слоёв населения.

## Законность однополых сексуальных отношений
Однополые отношения в Джибути законны.

## Условия жизни
Отчёт Государственного департамента США по правам человека за 2015 год показал, что «не было известных сообщений о социальном насилии или дискриминации по признаку сексуальной ориентации. Социальные нормы не допускали публичного обсуждения гомосексуализма, и люди открыто не признавали гомосексуальную ориентацию».

## Сводная таблица
| Тип | Статус |
| --- | ------ |
| Однополые отношения                                                                                          | Yes    |
| Равный возраст согласия                                                                                      | Yes    |
| Антидискриминационные законы только в сфере занятости                                                        | No     |
| Антидискриминационные законы по предоставлению товаров и услуг                                               | No     |
| Антидискриминационные законы во всех других областях (включая косвенную дискриминацию, разжигание ненависти) | No     |
| Однополые браки                                                                                              | No     |
| Признание однополых пар                                                                                      | No     |
| Усыновление ребёнка однополыми парами                                                                        | No     |
| Разрешение для геев и лесбиянок открыто служить в армии                                                      |        |
| Доступ к ЭКО для лесбиянок                                                                                   | No     |
| Суррогатное материнство для гей-пар                                                                          | No     |
| Разрешение быть донорами крови для МСМ                                                                       | No     |